# Hugh Douglas Hamilton

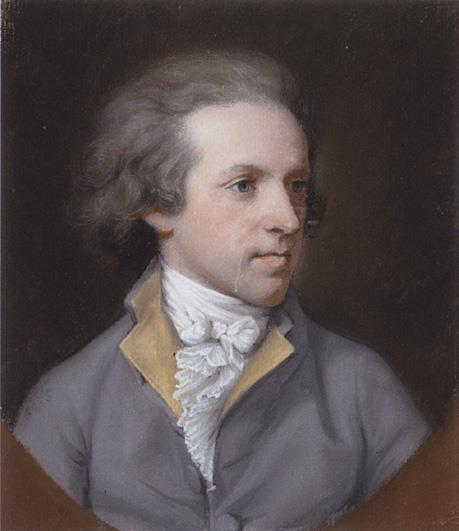
Autorretrato de Hugh Douglas Hamilton

Hugh Douglas Hamilton (Dublin, c. 1740 – Dublin, 10 de fevereiro de 1808) foi um pintor de retratos irlandês. Passou períodos consideráveis em Londres e Roma antes de retornar a Dublin no início da década de 1790. Até meados da década de 1770, ele trabalhava principalmente em pastel. Seu estilo influenciou o pintor inglês Lewis Vaslet (1742–1808).